# Walckenaeria arcana
Walckenaeria arcana là một loài nhện trong họ Linyphiidae. Loài này phân bố ở México.